# Laurynas Stankevičius
Laurynas Mindaugas Stankevičius (19. srpna 1935, Aukštadvaris, Litva - 17. března 2017) byl litevský politik, v roce 1996 několik měsíců premiér Litvy.
Vystudoval ekonomii v Leningradu. Poté pracoval na ministerstvu financí a ministerstvu práce a ochrany Litevské sovětské socialistické republiky. Roku 1990 vystoupil z Komunistické strany Litvy a vstoupil do Litevské demokratické strany práce. Roku 1993 se stal ministrem sociální ochrany, roku 1994 ministrem reformy veřejné správy. Roku 1996 premiérem. V letech 1998-1999 byl ministrem vnitra.